# Таф'я

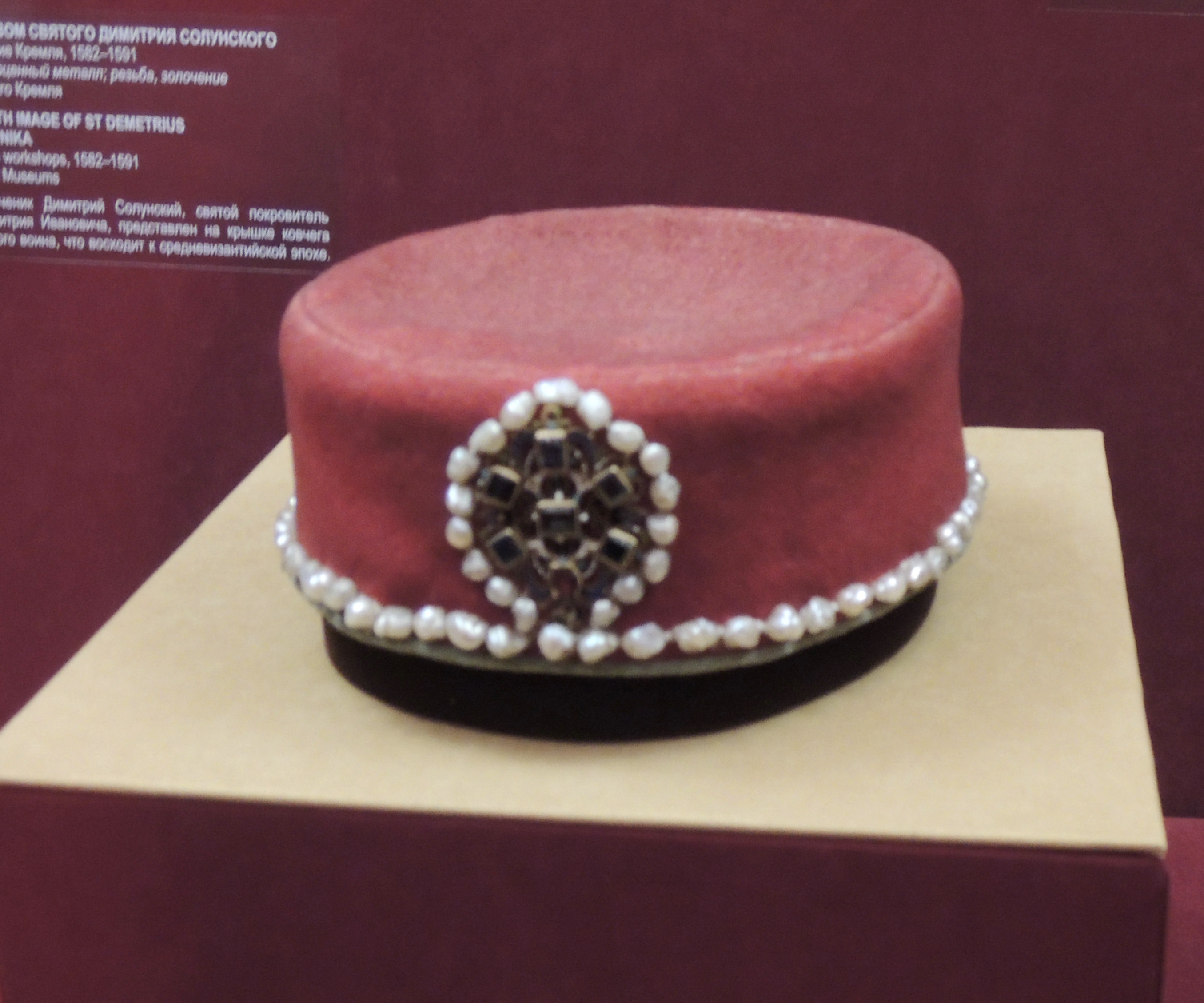
Таф'я, що легендою належить царевичу Димитрію Углицькому (від 1642 року знаходиться при його домовині)

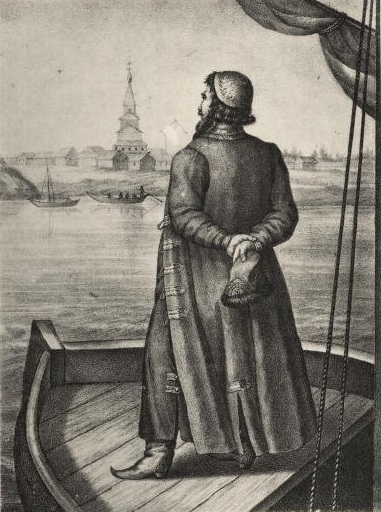
Однорядка, таф'я і шапка.

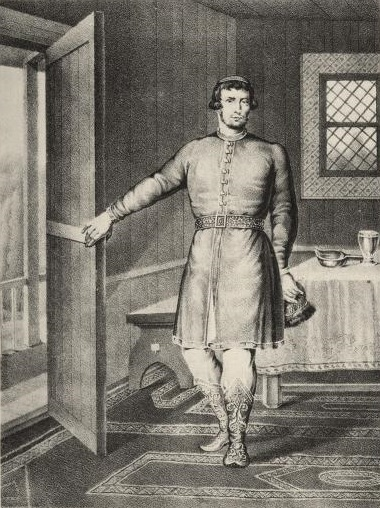
Зипун, таф'я і шапка.

Та́ф'я (рос. тафья) — традиційна московська маленька пласка і кругла шапочка, що щільно закриває верхівку голови — різновид тюбетейки чи ярмулки, яку носили в давнину (зазвичай під шапкою).
Слово походить через раніше *тахья з тюркських мов (пор. тат. і тур. takja, чув. toxja), де сходить до араб. طاقية («такія»).
Таф'я — традиційний російський чоловічий домашній головний убір привілейованих станів. Регулярні згадки в літописах відомі від XVI століття. Цей головний убір був принесений мігрантами від тюркських народів, походить азійської тюбетейки.

## Таф'я в історичних джерелах

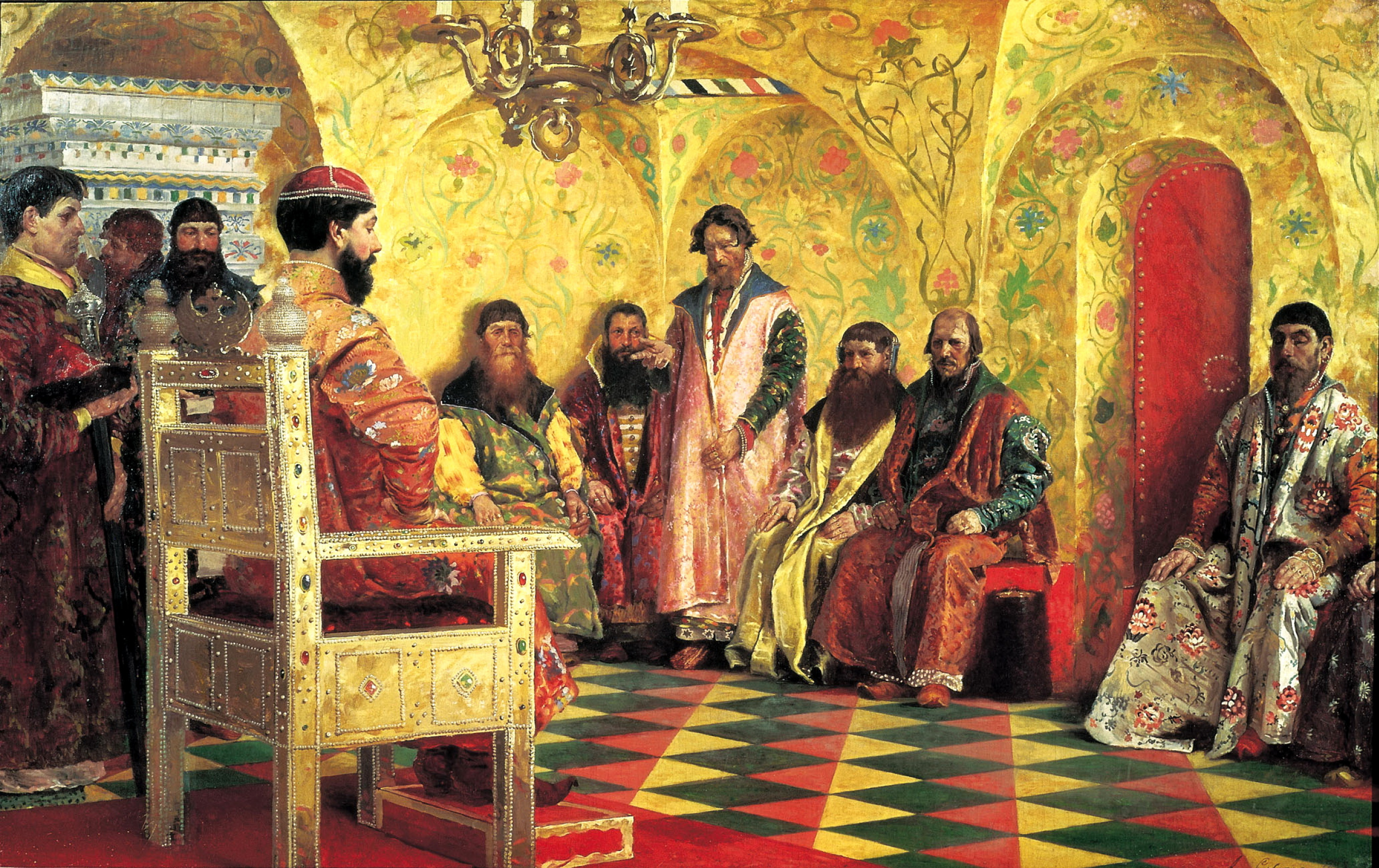
Михайло Федорович на зборах боярської думи (Андрій Рябушкін, 1893)

Значення слова «Тафья» в тлумачному словнику Даля. 
 ТАФ'Я — ж. шапочка, рід скуфії, ярмулка, єломок, тюбетейка. На государі була таф'я. Вихідн. книг. Цар дав опричникам таф'ї, карамзин. 
 Історик І. Є. Забєлін в своїй роботі ([2], ч.2, с.462-463) вказує: 
 «По порядку перший головний убір становила ТАФ'Я, кругла шапочка, що щільно вкривала голову на маківці, або на тімені, рід скуфії… Наша таф'я по всьому ймовірно, зайшла до нас від татар, хоча узвичаїлася тільки в верхньому передовому знатному і багатому стані, головним чином тому, що цей стан у татар взяв звичай стригти своє волосся, як каже Флетчер, щільно до самої шкіри, а знатні бояри, каже Олеарій, голили голови і вважали це прикрасою. Гола голова, звичайно, вимагала необхідного покриття, яким і стала таф'я, по-татарськи такія».
«Таф'я у вбранні дуже панувала в XVI ст., коли її любив носити і цар Іван Вас. Грозний. Тоді дійшло до того, що в таф'ях стали входити і до церкви, і стояли на богослужінні, що суворо було заборонено правилами Стоглавого Собору».
«У домашньому побуті носили таф'ю без особливих прикрас, але на виходах, красуючись перед людьми, її багато вбирали золотим шиттям, вкривали великими перлами і дорогоцінним камінням».

«У царському побуті в XVII ст. таф'ю носив тільки цар Михайло Фед. і то тільки до 1637 р. У нього було чотири таф'ї … У царя Олексія Мих. як і в царя Федора Ол. в їхніх виходах ми її не знаходимо, очевидно, вони не носили її, і якщо вона зберігалася в їхніх Казнах, як це видно з опису, то, мабуть, зберігалася як батьківська спадщина, або ж шилася для будь-яких випадкових цілей домашнього вжитку. У 1634 р. … немовляті, двомісячній Софії Мих. була зшита таф'я з червоного оксамиту, звичайно для охорони здоров'я дитини. Для цього шилися таф'ї і для літніх государів. У царя Федора Олекс. згадуються дві таф'ї… виготовлені ймовірно для охорони … його слабкого здоров'я» 